# Чернігівський ліцей № 22
Чернігівський ліцей № 22  Чернігівської міської ради - заклад загальної середньої освіти II—ІІІ ступенів, що знаходиться в місті Чернігові. Єдиний в області учасник проекту асоційованих шкіл ЮНЕСКО

## Історія ліцею
- 1973 — відкрито середню школу № 22 (директор Колодяжний Микола Іванович)
- 1985 — за миротворчу діяльність школа внесена до списку закладів освіти, асоційованих при ЮНЕСКО (директор Нечай Ніна Василівна)
- 1998 — середня школа № 22 відповідно до рішення Чернігівської міської ради реорганізована в ліцей гуманітарного профілю (директор Четирус Тамара Володимирівна)[2]
- 2000 — багатопрофільний ліцей № 22.
- 2009 — Чернігівський ліцей № 22 Чернігівської міської ради Чернігівської області.
- 2011 — державна атестація Чернігівського ліцею № 22 Чернігівської міської ради Чернігівської області з відзнакою.
- 2014 - директором ліцею призначена Пекур Вікторія Олегівна.[3]

## Педагогічний склад
Директорка ліцею — Верба Людмила Олександрівна (2021 рік)
Станом на 1 вересня 2024 року якість освіти забезпечують у ліцеї 77 педагогічних працівників, із них:
- спеціалістів вищої категорії  -  47 (61%)
- спеціалістів першої категорії - 10 (13%)
- спеціалістів другої категорії - 9 (12%)
- спеціалістів - 11 (14%)

## Структурні підрозділи
Адміністрація: директор, три заступники з освітньої діяльності, заступник з виховної діяльності, заступник з адміністративно-господарської роботи.
Методична рада ліцею, у складі якої адміністрація, голови методичних об'єднань, керівники творчих груп, психолог.
Завдання методичної ради: координувати зусилля різних служб, підрозділів ліцею, творчих педагогів, діяльність яких спрямована на розвиток науково-методичного забезпечення освітнього процесу, на впровадження інновацій у роботу педагогічного колективу.
Методичні об'єднання вчителів:
- м/о вчителів іноземних мов (англійська, німецька);
- м/о вчителів філологічного профілю та естетики (українська мова, українська та зарубіжна літератури, мистецтво);
- м/о вчителів суспільно-гуманітарних дисциплін (історія України, всесвітня історія, громадянська освіта, правознавство, курс «Вчимося жити у громаді», географія);
- м/о вчителів природничих дисциплін (фізика, астрономія, хімія, біологія, екологія, курс «Пізнаємо природу»);
- м/о вчителів математики та інформатики (математика, алгебра, геометрія, інформатика);
- м/о вчителів фізичної культури, основ здоров'я та трудового навчання;
- м/о класних керівників.

Рада ліцею, у складі якої представники педагогічного колективу, батьківської громадськості, учні (ІІ-III ступенів навчання) у пропорційно рівній кількості, вирішує наступні завдання :
- здійснювати демократичне управління освітнім закладом, поєднуючи єдиноначальність і колегіальність, державність та громадське управління;
- зміцнювати матеріально-технічну базу, залучаючи громадськість;
- брати участь у вирішенні оперативних проблем роботи ліцею, сприяти впровадженню наукового управління закладом..

Учнівське самоврядування: парламент ліцею
Батьківська громадськість ліцею
Соціально-психологічна служба ліцею (соціальний педагог, психолог)
Бібліотека
Медична служба

## Осередки виховної роботи
Музей Пам'яті захисників Вітчизни (раніше: Музей 16-ої Чернігівської Башкирської гвардійської кавалерійської дивізії) — осередок військово-патріотичної роботи
Мета діяльності:
- вивчення історичного минулого рідного краю;
- відродження та збереження героїчних сторінок малої батьківщини;
- формування в учнів навичок краєзнавчої, наукової та дослідницької роботи;
- виховання в учнів любові до рідного краю, формування національно-патріотичних почуттів, морально-етичних якостей.

Шкільний театр «Натхнення» (дві вікові групи)
Мета діяльності:
- ознайомлення з історією всесвітнього театру,  із минулим та сьогоденням театрів рідного краю;
- формування навичок самостійної творчості, самоаналізу, критики, роботи над втіленням сценічного образу, колективної творчої праці;
- розвиток творчих здібностей вихованців, їх фантазії, натхнення, інтуїції, художньої уяви, емоційної гнучкості, культури мови, ораторських здібностей.

Євроклуб «Єдність» Чернігівського ліцею № 22
Гасло роботи клубу: «Ми — українці, тому ми — європейці». 
Мета діяльності:

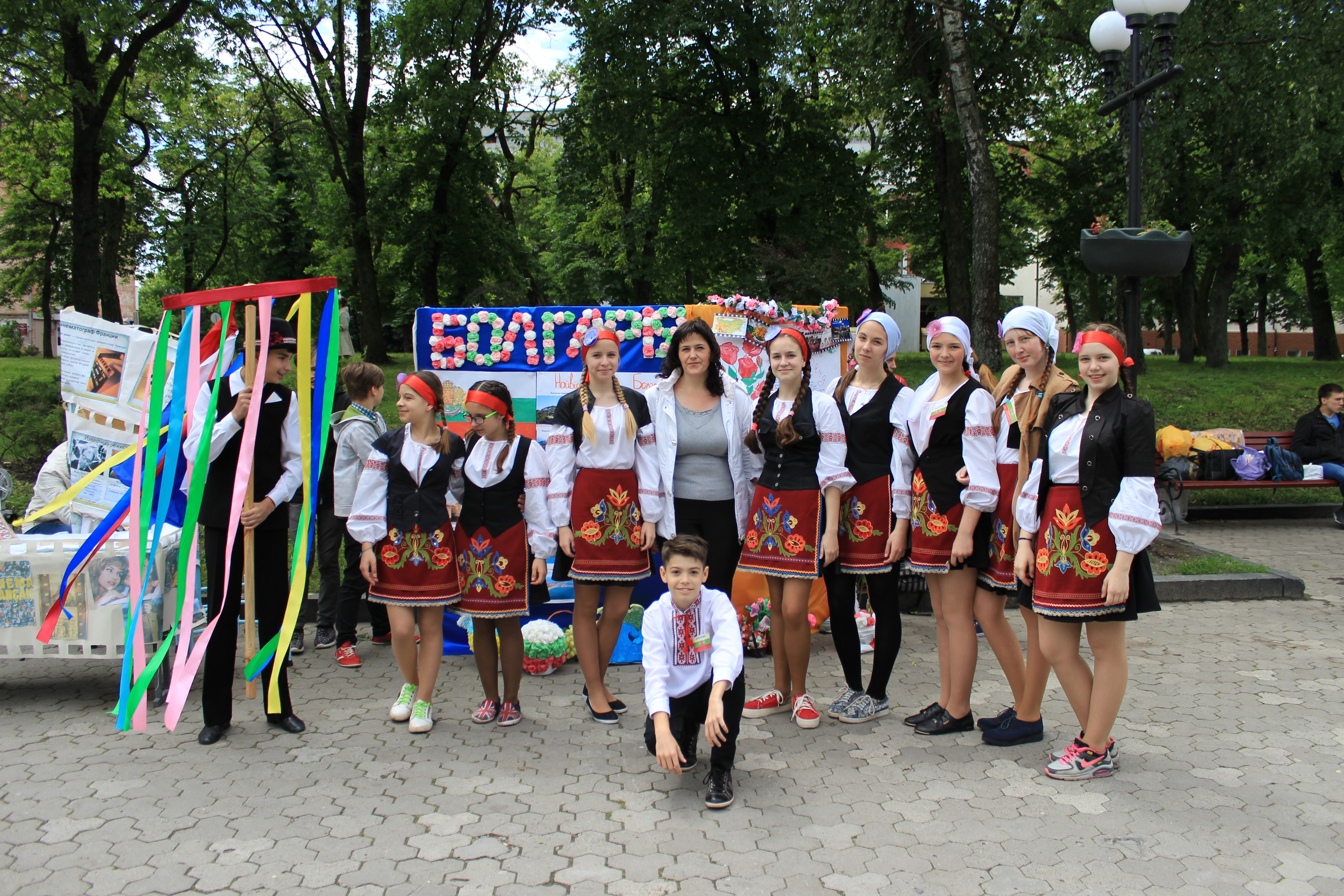

- формувати почуття європейської єдності, поширювати знання про Європу, визначати спільні цінності, подібності культур, традицій України та країн Європи;
- підвищувати інтелектуальний розвиток учнів, відкривати для себе «європейське» бачення світу, формувати нове покоління європейців;
- покращувати комунікативні навички спілкування іноземними мовами (англійська, німецька) з молоддю країн Європи;
- сприяти самореалізації особистості, формуванню лідерських якостей учнів.

Напрямки діяльності: інформаційний, проектний, проведення молодіжних обмінів, участь у миротворчих і благодійних акціях, співпраця з державними та недержавними громадськими організаціями.
Євроклуб не є прибутковою організацією.

## Традиції
- Посвята в ліцеїсти (щорічно, жовтень)
- Вшанування обдарованої молоді «Рожевий цвіт надії нашої» (до Дня науки в Україні)
- День самоврядування
- Покровський ярмарок (до Дня Захисника України);
- Флешмоби до визначних державних свят та пам'ятних дат ЮНЕСКО[8]
- Спортивні свята та змагання[9]
- Дні Європи[10]

## Наші випускники
Випускники ліцею, загиблі в ході російського вторгнення в Україну (2014 - по т.ч.)
- Шпилевський Олександр, 13-річний юнак, який назавжди залишиться учнем 8-А класу. Загинув 9 березня 2022 року під час евакуації з міста, яке нещадно обстрілювали росіяни.[11]
- Кононович Іван Миколайович — учасник АТО, загинув у жовтні 2014 року поблизу Дебальцеве, нагороджений Орденом «За мужність» III ступеня (посмертно).
- Зубок Віктор Григорович - учасник російсько-української війни, що загинув у ході російського вторгнення в Україну в 2022 році. Нагороджений орденом Богдана Хмельницького III ступеня (2022, посмертно).
- Сокоринський Ігор Миколайович - учасник російсько-української війни, що загинув у ході російського вторгнення в Україну в 2022 році.
- Лисич Ігор Валерійович - учасник російсько-української війни, що загинув у ході російського вторгнення в Україну в 2022 році.

Видатні випускники ліцею
- Авраменко Галина Геннадіївна — заслужений майстер спорту України, багаторазова чемпіонка та призерка чемпіонатів світу і Європи з кульової стрільби, рекордсменка України.
- Білевич Сергій Олександрович — начальник служби загородження 8 Чернігівського навчального центру, підполковник. На ротаційній основі із липня 2014 року виконує завдання по знешкодженню вибухонебезпечних предметів на Сході України. Нагороджений Орденом «За заслуги» III ступеня.[12]
- Гусак (Ніколаєва) Регіна Вікторівна — директорка Чернігівського навчально-реабілітаційного центру для дітей з особливими потребами № 2 Чернігівської міської ради; голова правління ГО «Міський молодіжний центр «Жменя»; координатор волонтерського руху благодійного фонду «Поліський оберіг», нагороджена Орденом княгині Ольги III ступеня.
- Киричук (Сериченко) Олена Павлівна — науковець, кандидат технічних наук (спеціальність «Автоматизовані системи управління та прогресивні інформаційні технології», Національний аерокосмічний університет ім. М. Є. Жуковського «Харківський авіаційний інститут»).
- Ковчан Олександр Анатолійович — український шахіст, гросмейстер (2002).
- Маджуга Роман – актор Чернігівського обласного театру ляльок імені Олександра Довженка; молодший лейтенант.[13]
- Приліпко Вікторія - артистка драми Дніпровського академічного українського музично-драматичного театру імені Тараса Шевченка.[14]
- Урожай Олег Миколайович — підполковник Збройних сил України, учасник російсько-української війни, нагороджений орденом Богдана Хмельницького III ступеня, орденом «За мужність» III ступеня.

## Галерея
Під час проведення Вікімарафону 28 січня 2017 року

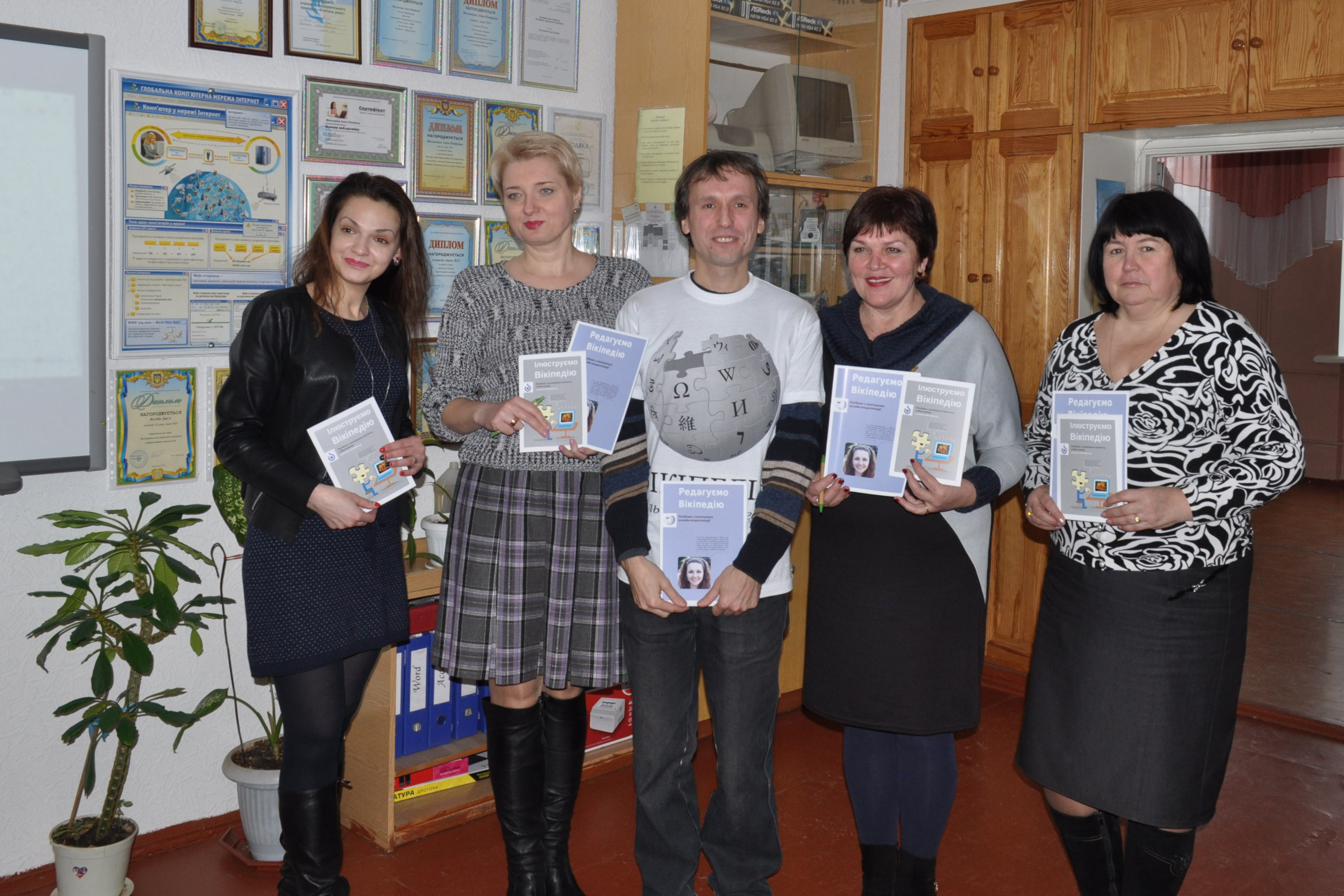
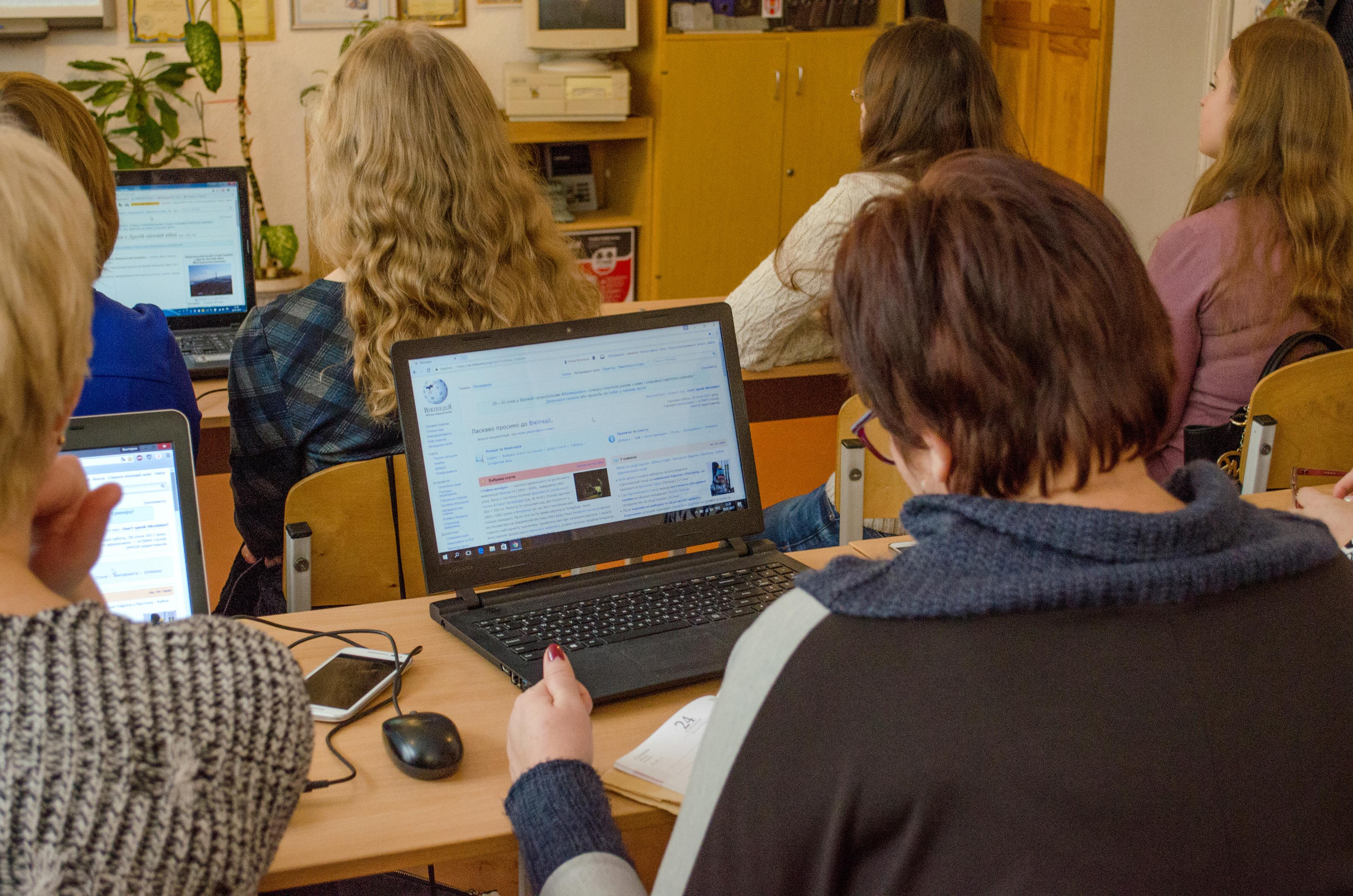
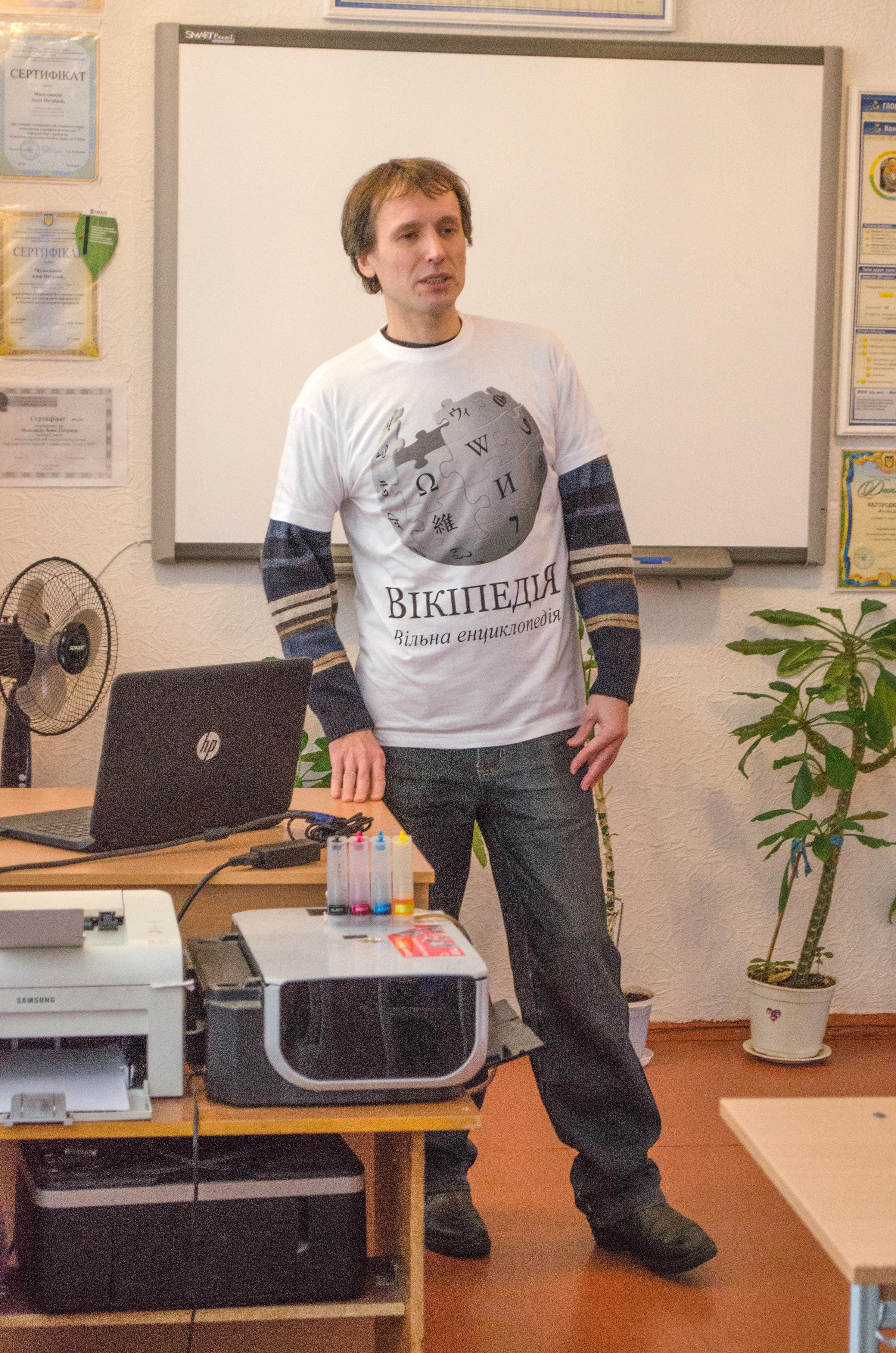
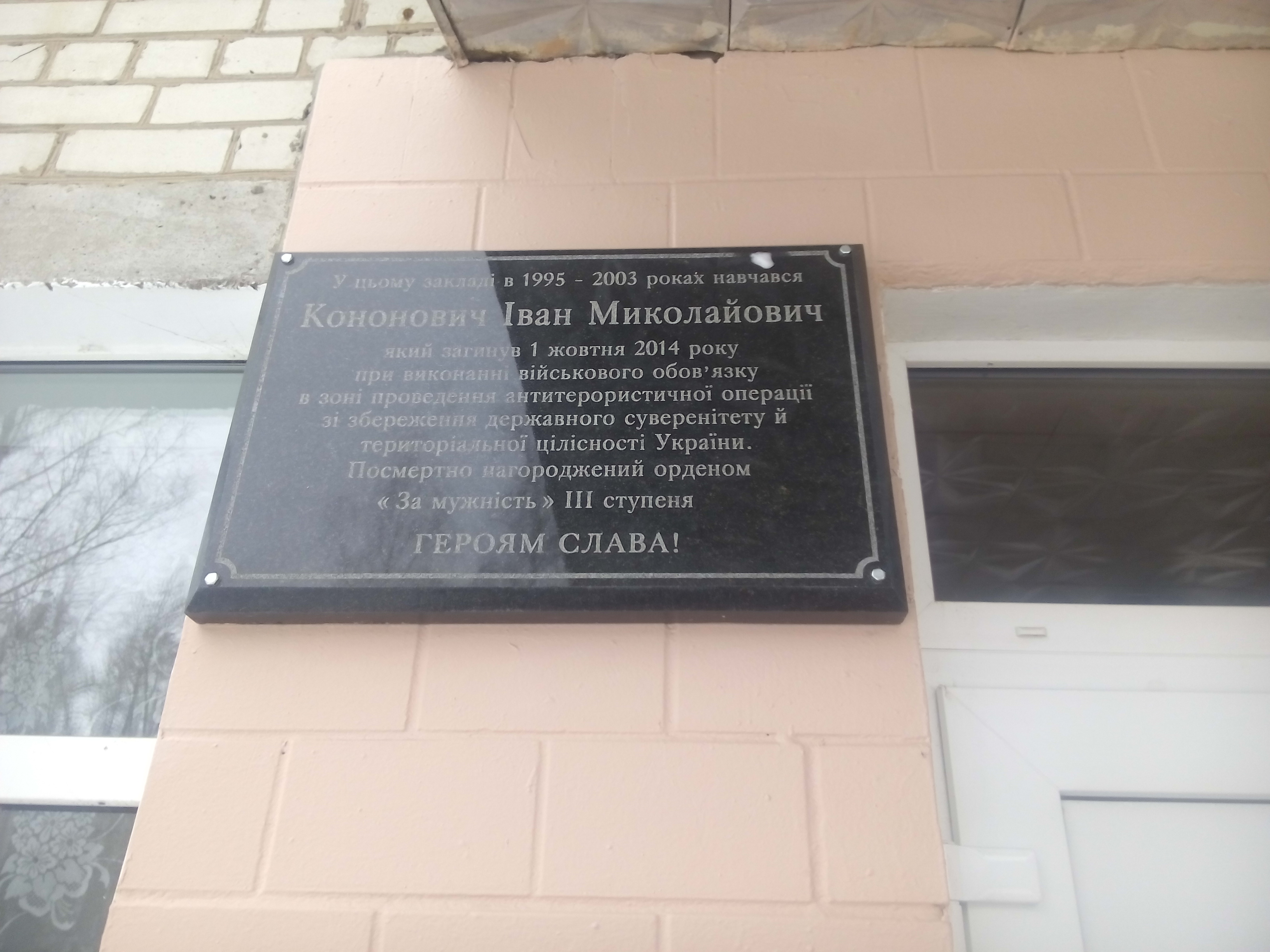
Меморіальна дошка загиблому в зоні АТО випускнику ліцею Кононовичу Івану Миколайовичу